# Carreira militar de Kemal Atatürk

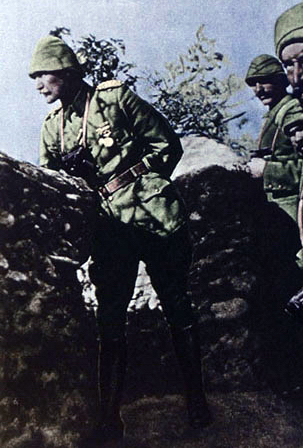
Mustafa Kemal em Galípoli, com seus soldados (1915)

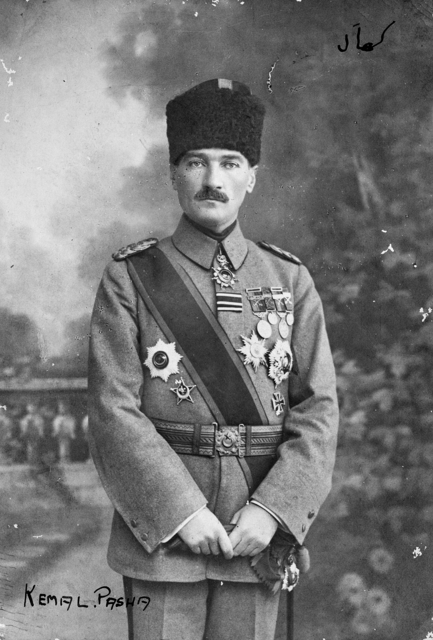
Mustafa Kemal Atatürk, enquanto Comandante do Exército (1918)

A carreira militar de Mustafa Kemal Atatürk abrange o período de sua vida que vai de sua formação no Colégio de Guerra Otomano, em Istambul, como tenente, em 1905, até sua renúncia do Exército Otomano, em 8 de julho de 1919.

## Carreira
O Império Otomano entrou na Primeira Guerra Mundial ao lado da Alemanha, e enfrentou os Aliados no teatro de operações do Oriente Médio. 
Mustafa Kemal recebeu a tarefa de organizar e comandar a 19ª Divisão ligada ao 5º Exército e foi colocado em Rodosto (hoje Tekirdağ), no mar de Mármara; lá combateu as forças aliadas invasoras durante o desembarque de Galípoli por forças britânicas, francesas e da ANZAC (Australia and New Zealand Army Corps - exército conjunto de australianos e neozelandeses), em abril de 1915. Nesta campanha fez fama de comandante militar brilhante - apesar de ter sido acusado de esbanjar as vidas de muitos dos seus soldados, muitos dos quais morreram em ataques quase suicidades, em "ondas humanas". No entanto, ele foi o primeiro e único comandante militar de origem otomana a derrotar um exército ocidental, desde a época das Cruzadas; tornou-se herói nacional e recebeu o título de Paxá ("Comandante"), e ganhou muito respeito de seus antigos inimigos - entre eles Winston Churchill, então Primeiro Lorde do Almirantado da Royal Navy - por seu cavalheirismo na vitória. Logo após a campanha de Galípoli, Mustafa Kemal serviu em Edirne até 14 de janeiro de 1916.
Ao retornar, recebeu o comando do 16ª Corpo do 2º Exército e foi enviado à Campanha do Cáucaso, onde uma gigantesca ofensiva russa havia atingido cidades vitais na Anatólia. Em 7 de agosto Mustafa Kemal reuniu suas tropas e montou uma contra-ofensiva. Duas de suas divisões capturaram não apenas Bitlisse, porém a cidade igualmente importante de Muxe, o que incomodou muito os planos do alto-comando russo. Em 7 de março de 1917 Mustafa Kemal recebeu o comando integral do 2º Exército; a Revolução Russa eclodiu, a rapidamente a frente de batalha no Cáucaso dos exércitos do czar Cáucaso se desintegraram.
Diante das mazelas da guerra, tornou-se cada vez mais crítico em relação à incompetência do governo do sultão na sua conduta militar e em relação ao domínio cultural e político do Império Otomano pelos alemães, e eventualmente demitiu-se, concordando posteriormente em regressar ao comando do 7º Exército, na Campanha do Sinai e Palestina. Rumou a Alepo em 28 de agosto de 1918; o general alemão Otto Liman von Sanders havia perdido a Batalha de Megido, e nada mais se encontrava entre as forças do general britânico Edmund Allenby e Mustafa Kemal. Concluindo que não teria homens suficientes para confrontar as forças de Allenby, Kemal decidiu recuar rumo à Jordânia, para estabelecer uma linha defensiva mais resistente. Recebeu o comando do chamado "Comando dos Grupos de Trovão" (Yıldırım Orduları Gurubu), e assumiu o comando no lugar de von Sanders. A posição que defendeu se tornou a linha de base para o Armistício de Mudros. Sua última tarefa de Kemal para o exército otomano foi organizar o retorno das tropas que haviam sido deixadas ao sul desta sua linha. 
Kemal tornou-se um dos líderes do partido nacionalista turco, que tinha como bandeira a política de defender os territórios de língua turca nas zonas continentais do império, ao mesmo tempo que concordava em se retirar de todos os territórios não-turcos sob tutela do império (onde a língua predominante não era o turco). Ao final da guerra era tinha 37 anos de idade; e em 13 de novembro de 1918 retornou para uma Constantinopla ocupada. De acordo com os acordos de partilha do Império Otomano, forças britânicas, italianas, francesas e gregas começaram a ocupar a Anatólia. A ocupação de Constantinopla, juntamente com a ocupação de Esmirna, mobilizou o estabelecimento do Movimento Nacional Turco e a guerra de independência turca. O sentimento nacionalista turco foi sacudido pela ocupação grega e em maio de 1919, em concordância com o Tratado de Sèvres - assinado pelo sultão sob pressão dos aliados, mas que nunca seria ratificado pelo Parlamento turco.